# Попогребський Петро Олексійович
Попогребський Петро Олексійович (* 14 вересня 1937) — російський сценарист. Батько російського режисера і сценариста Олексія Попогребського.
Закінчив Московський енергетичний інститут (1961) та Вищі курси сценаристів і режисерів (1972). В кіно — з 1974 року. Автор сценарію українського фільму «За п'ять секунд до катастрофи» (1977).
Також сценарист у:
- «День прийому з особистих питань» (1974)
- «Особливо важливе завдання» (1981, з Б. Т. Добродєєвим)
- «Комісія з розслідування» (1979)
- «Ніч на 4-му колі» (1982).